# Webserie di Heroes
Tra il 2008 e il 2009 sono state prodotte sei webserie legate alla serie televisiva Heroes, distribuite sul sito della NBC.
Si tratta di una serie di webisodi dalla breve durata, destinati alla sola diffusione via internet, con lo scopo di approfondire la storia di alcuni personaggi secondari.

## Going Postal
La prima webserie, intitolata Heroes: Going Postal e composta da tre parti da circa nove minuti, ha precuduto la terza stagione con lo scopo di introdurre un nuovo personaggio. Il titolo è un gioco di parole in lingua inglese basato sull'assonanza tra il mestiere del personaggio protagonista (un postino) e la locuzione "going postal", che in slang statunitense significa essere vittime di esplosioni di rabbia incontrollate. 
I tre webisodi sono stati messi a disposizione del pubblico statunitense sul sito della NBC al ritmo di un episodio alla settimana dal 14 luglio al 28 luglio 2008.
| n° | Titolo originale | Pubblicazione USA |
| -- | ---------------- | ----------------- |
| 1  | A Nifty Trick    | 14 luglio 2008    |
| 2  | The Houseguest   | 21 luglio 2008    |
| 3  | Let's Talk       | 28 luglio 2008    |

### A Nifty Trick
Il filmato si apre con un postino che corre inseguito da un cane. Quando si ferma e il cane gli abbaia contro lui si difende emettendo un "urlo" tanto potente da stordire e far allontanare il cane. Immediatamente dopo si presentano due uomini che tentano con la forza di portarlo in una "Compagnia" che dovrebbe aiutarlo. Ma il postino, come ha fatto con il cane, usa il suo potere provocando gravi ferite a uno dei due, riuscendo quindi a scappare. Anche l'altro uomo, che per sua fortuna riesce a non subire gravi danni dal "super-urlo", dimostra di avere un potere: con le braccia riesce a "frantumare" le persone. Questo uccide il suo collega moribondo e si mette da solo alla caccia del postino.

### The Houseguest
Il postino riesce a raggiungere la sua casa, dove lo aspetta una bellissima ragazza: è la fidanzata, che però non sa del suo potere. Lui le spiega brevemente l'accaduto, svelandole il suo segreto, e la invita a fuggire. Mentre si preparano a scappare arriva però l'uomo che lo aveva aggredito in strada che cerca di uccidere la sua ragazza, ma col solito "urlo" il postino riesce a difendersi e ucciderlo, urlandogli da vicino nell'orecchio.

### Let's Talk
Immediatamente dopo la morte dell'uomo "frantumatore", si sente bussare alla porta. Il postino per non correre rischi fa fuggire la fidanzata prima di aprire e si danno appuntamento di lì a breve in un luogo sicuro.
Alla porta ci sono due uomini che non fanno in tempo a presentarsi venendo immediatamente uccisi dall'urlo del postino, che potrà così raggiungere la fidanzata.
Appare quindi la scritta «13 settimane dopo»: la scena è cambiata completamente; il postino è rinchiuso, legato e imbavagliato in una stanza del Livello 5, protetta a sua volta da un vetro, dietro il quale c'è Angela Petrelli che gli dice: «Echo, benvenuto a casa».

## Destiny
La seconda webserie, intitolata Heroes: Destiny e composta da quattro parti da circa dieci minuti, è stata pubblicata, a cadenza settimanale, nel corso della terza stagione, con lo scopo di presentare un nuovo personaggio. L'"eroe" in questione è Santiago, un ragazzo peruviano con il potere della "probabilità accelerata"; in sostanza, pensando più velocemente degli umani, può calcolare le molteplici variabili di un'azione, prevedendone gli effetti e muovendosi di conseguenza, in maniera supersonica.
| n° | Titolo originale | Pubblicazione USA |
| -- | ---------------- | ----------------- |
| 1  | Let Us Pray      | 14 novembre 2008  |
| 2  | Intervention     | 17 novembre 2008  |
| 3  | Capture          | 24 novembre 2008  |
| 4  | Escape           | 1º dicembre 2008  |

## The Recruit
La terza webserie, intitolata Heroes: The Recruit e suddivisa in cinque parti, è stata anch'essa distribuita durante la terza stagione della serie, dopo il finale del terzo volume.
Il protagonista è Rachel Mills, un marine che sopravvive all'esplosione Pinehearst.
| n° | Titolo originale         | Pubblicazione USA |
| -- | ------------------------ | ----------------- |
| 1  | Private Mills            | 15 dicembre 2008  |
| 2  | It Was Nothing           | 22 dicembre 2008  |
| 3  | We Do What We Have To Do | 29 dicembre 2008  |
| 4  | Day of Reckoning         | 5 gennaio 2009    |
| 5  | The Truth Within         | 12 gennaio 2009   |

## Hard Knox
La quarta webserie, intitolata Heroes: Hard Knox e suddivisa in quattro parti, è stata distribuita parallelamente agli altri webisodi di The Recruit, sempre durante la terza stagione.
L'ambientazione viaggia indietro nel tempo, quando Matt Parkman, dieci anni prima, ha conosciuto il "cattivo" Knox prima che la sua abilità si manifestasse.
| n° | Titolo originale | Pubblicazione USA |
| -- | ---------------- | ----------------- |
| 1  | Choices          | 22 dicembre 2008  |
| 2  | Get Straight     | 22 dicembre 2008  |
| 3  | Fear             | 29 dicembre 2008  |
| 4  | The Main Man Now | 29 dicembre 2008  |

## Nowhere Man
La quinta webserie, intitolata Heroes: Nowhere Man e suddivisa in quattro parti, è stata pubblicata durante la parte finale della terza stagione.
Il protagonista è stato Eric Doyle, il burattinaio con il potere di controllare i gesti altrui. La miniserie racconta del perché è diventato cattivo.
| n° | Titolo originale        | Pubblicazione USA |
| -- | ----------------------- | ----------------- |
| 1  | Puppet Master           | 20 aprile 2009    |
| 2  | Statement of Characters | 27 aprile 2009    |
| 3  | Pulling the Strings     | 24 maggio 2009    |
| 4  | A New Beginning         | 11 maggio 2009    |

## Slow Burn
La sesta webserie, intitolata Heroes: Slow Burn e suddivisa in dieci parti, è l'unica pubblicata durante la quarta e ultima stagione della serie.
Il titolo corrisponde a quello del sesto volume delle iStory, altre storie interattive pubblicate sul sito della NBC. La trama è incentrata sul personaggio di Lydia.
| n° | Titolo originale | Pubblicazione USA |
| -- | ---------------- | ----------------- |
| 1  | Part 1           | 28 settembre 2009 |
| 2  | Part 2           | 5 ottobre 2009    |
| 3  | Part 3           | 12 ottobre 2009   |
| 4  | Part 4           | 19 ottobre 2009   |
| 5  | Part 5           | 25 ottobre 2009   |
| 6  | Part 6           | 3 novembre 2009   |
| 7  | Part 7           | 9 novembre 2009   |
| 8  | Part 8           | 16 novembre 2009  |
| 9  | Part 9           | 23 novembre 2009  |
| 10 | Part 10          | 30 novembre 2009  |